# Vistahermosa (kommun)
Vistahermosa är en kommun i Colombia.   Den ligger i departementet Meta, i den centrala delen av landet, 200 km söder om huvudstaden Bogotá. Antalet invånare är 21 048.